# Ctenoplusia gammaloba
Agrapha gammaloba là một loài bướm đêm trong họ Noctuidae.

## Hình ảnh

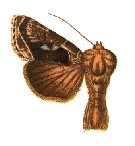